# Atxan
Atxan (en rus: Ачан) és un poble del krai de Khabàrovsk, a Rússia, que el 2020 tenia 495 habitants.